# Puchar Niemiec w piłce nożnej (1957/1958)
Puchar Niemiec w piłce nożnej mężczyzn 1957/1958 – 15. edycja rozgrywek mających na celu wyłonienie zdobywcy Pucharu Niemiec. Tym razem trofeum wywalczył VfB Stuttgart. Finał został rozegrany na Auestadion w Kassel.

## Kwalifikacje
Mecz rozegrano 25 czerwca 1958 roku.
| Drużyna 1            | Wynik      | Drużyna 2     |
| -------------------- | ---------- | ------------- |
| Tasmania 1900 Berlin | 1:1 (dog.) | VfL Osnabrück |

### Mecz powtórzony
Mecz rozegrano 2 lipca 1958 roku.
| Drużyna 1     | Wynik | Drużyna 2            |
| ------------- | ----- | -------------------- |
| VfL Osnabrück | 1:3   | Tasmania 1900 Berlin |

## Plan rozgrywek
Rozgrywki szczebla centralnego składały się z 2 części:
- Półfinał: 21 września 1958
- Finał: 16 listopada 1958 roku na Auestadion w Kassel

## Półfinały
Mecze rozegrano 21 września 1958 roku.
| Drużyna 1            | Wynik | Drużyna 2          |
| -------------------- | ----- | ------------------ |
| Tasmania 1900 Berlin | 1:2   | Fortuna Düsseldorf |
| 1. FC Saarbrücken    | 1:4   | VfB Stuttgart      |

## Finał
| 16 listopada 1958 | VfB Stuttgart · Praxl 36' · Geiger 62' · Waldner 68' (k.) · Weise 113' | 4:3 (Dogrywka)1:0Raport | Fortuna Düsseldorf · 50' K. Hoffmann · 52', 79' Wolfframm | Auestadion, Kassel Widzów: 28 000 Sędzia: Gerhard Schulenburg (Hamburg) |
|                   |                                                                        |                         |                                                           |                                                                         |

| VFB STUTTGART: |   |                 |
|                |   |                 |
| BR             | 1 | Günter Sawitzki |
| OB             |   | Hans Eisele     |
| OB             |   | Günter Seibold  |
| PO             |   | Oskar Hartl     |
| PO             |   | Rudolf Hoffmann |
| PO             |   | Robert Schlienz |
| NA             |   | Erwin Waldner   |
| NA             |   | Rolf Geiger     |
| NA             |   | Lothar Weise    |
| NA             |   | Rolf Blessing   |
| NA             |   | Dieter Praxl    |
| Trener:        |   |                 |
| Georg Wurzer   |   |                 |

| FORTUNA DÜSSELDORF: |   |                       |
|                     |   |                       |
| BR                  | 1 | Heinz Klose           |
| OB                  |   | Werner Vigna          |
| OB                  |   | Erich Juskowiak       |
| PO                  |   | Karl Hoffmann         |
| PO                  |   | Günter Jäger          |
| PO                  |   | Matthias Mauritz      |
| NA                  |   | Bernhard Steffen      |
| NA                  |   | Franz-Josef Wolfframm |
| NA                  |   | Heinz Jansen          |
| NA                  |   | Jupp Derwall          |
| NA                  |   | Dieter Wöske          |
| Trener:             |   |                       |
| Hermann Lindemann   |   |                       |

| Puchar Niemiec w piłce nożnej 1957–1958 Zwycięzcy |
| ------------------------------------------------- |
| VfB Stuttgart 2. Tytuł                            |